# Marathon van Frankfurt 1992
De marathon van Frankfurt 1992 werd gelopen op zondag 25 oktober 1992. Het was de elfde editie van deze marathon.
Bij de mannen zegevierde de Duitser Steffen Dittmann in 2:12.59. Bij de vrouwen was de Noorse Bente Moe de sterkste. Haar eindtijd was 2:32.36. De Nederlandse Anne van Schuppen werd hier derde in 2:37.06.
In totaal schreven 8116 lopers zich in voor de wedstrijd, waarvan er 6473 finishten.

## Uitslagen

### Mannen
| rang   | naam             | land | tijd    |
| ------ | ---------------- | ---- | ------- |
| Goud   | Steffen Dittmann | GER  | 2:12.59 |
| Zilver | Konrad Dobler    | GER  | 2:13.16 |
| Brons  | Martin Grüning   | GER  | 2:13.43 |
| 4      | Frank Björkli    | GER  | 2:15.33 |
| 5      | Dirk Nürnberger  | GER  | 2:15.35 |
| 6      | Uwe Honsdorf     | GER  | 2:19.50 |

### Vrouwen
| rang   | naam                  | land | tijd    |
| ------ | --------------------- | ---- | ------- |
| Goud   | Bente Moe             | NOR  | 2:32.36 |
| Zilver | Claudia Metzner       | GER  | 2:33.20 |
| Brons  | Anne van Schuppen     | NED  | 2:37.06 |
| 4      | Elena Sipatowa        | RUS  | 2:38.54 |
| 5      | Marianne van de Linde | NED  | 2:41.52 |
| 6      | Sigrid Wulsch         | GER  | 2:42.09 |

1981 ·
1982 ·
1983 ·
1984 ·
1985 ·
1986 ·
1987 ·
1988 ·
1989 ·
1990 ·
1991 ·
1992 ·
1993 ·
1994 ·
1995 ·
1996 ·
1997 ·
1998 ·
1999 ·
2000 ·
2001 ·
2002 ·
2003 ·
2004 ·
2005 ·
2006 ·
2007 ·
2008 ·
2009 ·
2010 ·
2011 · 
2012 · 
2013 · 
2014 · 
2015 · 
2016 · 
2017